# Пелех Роман Іванович
Пелех Роман Іванович (нар. 7 грудня 1933, с. Мацошин Жовківського району на Львівщині) — український освітянин та краєзнавець , Заслужений працівник освіти України.

## Біографія
Пелех Роман Іванович народився 7 грудня 1933 року в с. Мацошині Жовківського району на Львівщині.
Закінчив Львівський університет ім. Івана Франка. Працював сільським учителем в Котелянській школі на Полонщині, згодом заступником директора у Новолабунській.
Дружина Нікітіна Н.М. вчитель російської мови та літератури.
З 1969 року очолив районний методичний кабінет Полонського відділу освіти.
З 1989 року Роман Іванович голова Полонської районної ради товариства «Просвіта» ім. Т. Г. Шевченка.
З 2002 року методист у міській станції юних туристів «Обрій». Займається великою краєзнавчою і пошуковою роботою: встановлення імен невідомих солдат, вивчення голодомору на Полонщині, мікротопонімів України.

## Наукова діяльність
Р. І. Пелех є співавтором видань з історії Полонного: навчального посібника «Полонщина— наш рідний край» (2000), «Полонне. Історія і сучасність» (2006), друкувався у збірниках «Полонному— 1000 років» (1995), "Матеріали науково-практичної конференції «Полонщина: минуле, сучасне, майбутнє» (2003).

## Літературна діяльність
Один із засновників і керівників літературно-мистецької вітальні «Полонь» (2001). Друкувався в колективних збірках «Полонь» (2000), «Безсоння вишень» (2000), «Осик осінній сон» (2001), «Творче Поділля. Ювілей» (2003), «Антологія сучасної новелістики та лірики України— 2004», «Полонь. Випуск другий» (2007), в журналі «Україна», «Склянка часу». У книзі «Трилисник. Тріумф поетичної Полонщини» (2007) надрукована велика добірка його вибраних віршів і новел.

## Звання
- Заслужений працівник освіти України (2005)